# HispanTV

Logo van HispanTV

HispanTV is een publieke Iraanse televisiezender die uitsluitend programma's maakt in de Spaanse taal en gevestigd is in Madrid. De zender zendt uit sinds december 2011, en is voornamelijk gericht op Spanje en Spaanstalig Latijns-Amerika. Toenmalig Iraans president Mahmoud Ahmadinejad verrichtte de officiële opening van de zender op 31 januari 2012, toen die al in bedrijf was. De zender zou volgens andere Spaanse media een openlijk anti-westers propagandamiddel zijn. De zender brengt series, films, nieuws en debatprogramma's. Sinds 2007 bestond er al een vergelijkbare Iraanse zender die in het Engels uitzendt, Press TV.
Sinds januari 2013 wordt de zender van meerdere satellieten geweerd, vanwege sancties tegen het Iraanse regime. Daardoor is de zender in Europa, Noord-Amerika en delen van Zuid-Amerika niet of slecht te ontvangen. Uit linkse kringen (met name vanuit de partij Izquierda Unida, of door Pablo Iglesias Turrión, programmamaker van de zender en huidig voorman van de Podemos-beweging) is kritiek geuit op deze beslissing.